# Engel, die ihre Flügel verbrennen
Engel, die ihre Flügel verbrennen ist ein deutscher Spielfilm aus dem Jahr 1970 von dem tschechoslowakischen Regisseur Zbyněk Brynych. Das Drehbuch stammt von Herbert Reinecker. Die Hauptrollen sind mit Susanne Uhlen, Ellen Umlauf, Jan Koester und Nadja Tiller besetzt. Seine Premiere hatte der Film am  18. September 1970 in Deutschland.

## Handlung
Robert Susmeit, so um die 15, 16 Jahre herum, beobachtet, wie seine Mutter mit einem ihrer Liebhaber in einem Appartement verschwindet, das ein Student für einschlägige Zwecke gegen Honorar zur Verfügung stellt. Als der Liebhaber in dem Hotel schwimmen geht, wird er von Robert erschlagen. Den Vorgang hat das etwa gleichaltrige Mädchen Moni Dingeldey beobachtet, das mit seiner Mutter im Hotel wohnt, wo sich diese in der Bar immer Liebhaber angelt und mit nach oben nimmt. Während die Polizei nach dem Mörder fahndet und Roberts ahnende Eltern nach ihrem Sohn suchen, vertreiben sich die beiden Jugendlichen die Zeit miteinander, das Mädchen ein frühreifes Ding, durchtrieben, mit leicht irren Zügen, und der Junge etwas unbeholfen. Bis Monis Mutter mit einem Freund ins Zimmer nebenan geht und Moni nach bewährtem Vorbild den Mann mit einer Whiskyflasche im Bett erschlägt. Von den Hotelbewohnern gejagt, stürzen sich beide vom Dach, was der junge Kommissar hilflos und tränenden Auges betrachten muss.

## Kritik
Das Lexikon des internationalen Films bezeichnet den Streifen lapidar als eine „schlimm mißglückte Kolportage“.  Auch der Evangelische Film-Beobachter hat keine bessere Meinung von dem Werk: „Reißer im Stil des platt-fatalen Problemfilms, wie er vor zehn, zwanzig Jahren üblich war, mit unfreiwillig komischen Einlagen. Belanglos.“